# Metamorpho
Metamorpho, il cui vero nome è Rex Mason, è un personaggio dei fumetti statunitensi creato da Bob Haney (testi) e Ramona Fradon (disegni), pubblicato dalla DC Comics. La sua prima apparizione avviene in The Brave and the Bold (Vol. 1) n. 57 (gennaio 1965).
Originariamente un archeologo, avventuriero e soldato di ventura, dopo essere stato esposto all’artefatto noto come “Sfera di Ra” durante una spedizione in Egitto si è tramutato in un metaumano composto da diverse sostanze elementali che è in grado di manipolare a piacimento. Sebbene la trasformazione gli abbia conferito fattezze mostruose, Metamorpho, soprannominato "l'Uomo Elementale" (Element Man), decide di usare i suoi poteri per combattere il male diventando un supereroe membro fondatore degli Outsiders unitosi anche a varie incarnazioni della Justice League.

## Storia editoriale
La prima apparizione del personaggio avviene sul n. 57 del primo volume di The Brave and the Bold, datato gennaio 1965, in una storia scritta da Bob Haney e disegnata da Ramona Fradon. Haney, reduce dal successo delle sue run su titoli come Metal Men e Doom Patrol, era stato avvicinato dall’editore George Kashdan con l’idea di capitalizzare la popolarità di quelle testate creando un personaggio simile. In un’intervista del 2013 a Comic Book Resources, la Fradon ha dichiarato che: «Metamorpho è stato un'idea di George Kashdan. Aveva studiato scienze quando era a scuola e pensò a un personaggio composto dai quattro elementi in grado di trasformarsi in diversi composti chimici. Diede l'idea a Bob Haney, e Bob la sviluppò brillantemente. Credo che George abbia continuato a fornire i dettagli "scientifici" che Bob avrebbe utilizzato per tutta la durata della testata. Bob, George e io ci siamo riuniti per capire che aspetto avrebbe dovuto avere il personaggio. Non era il classico supereroe, quindi mantelli e maschere non gli si addicevano. Ne ho provati molti e alla fine ho deciso che, dato che cambiava continuamente forma, i vestiti gli avrebbero dato fastidio. Così l'ho disegnato in calzamaglia, con un corpo composto da quattro colori e texture diverse che avrebbero dovuto simboleggiare i quattro elementi».
Inizialmente concepito come parodia dei supereroi che popolavano i fumetti negli anni '60, la Fradon venne richiamata dal congedo di maternità per illustrare la prima apparizione del personaggio, che nel giro di poche apparizioni in The Brave and the Bold riscosse una tale popolarità da ottenere una propria serie regolare pubblicata tra il 1965 e il 1968, oltre a comparire in due numeri di Justice League of America (42 e 44) diventando un riservista del gruppo. Nello stesso periodo Metamorpho è comparso sulla copertina del n. 30 del primo volume di Aquaman, raffigurante il funerale dell’omonimo personaggio e datato dicembre 1966, oltre che su svariati numeri di Action Comics e  World's Finest Comics.
Nel 1975 il personaggio è apparso sul terzo numero della serie antologica 1st Issue Special, sempre ad opera dei suoi creatori Haney e Fradon dato che, al San Diego Comic-Con dell’anno prima, ricordando la creazione del personaggio, entrambi avevano dichiarato fosse una delle creazioni su cui si erano divertiti di più, cosa che li ha spinti a chiedere alla DC Comics di poter lavorare assieme a un’altra storia di Metamorpho e per cui Fradon ha in seguito dichiarato: «Penso che entrambi sentissimo che Metamorpho era il nostro bambino. Non ho mai avuto un'esperienza come quella avuta lavorando con Bob Haney su Metamorpho. Era come se le nostre menti fossero in perfetta sincronia... è stata una di quelle meravigliose collaborazioni che non accadono molto spesso».
Dopo essere diventato membro dia degli Outsiders che della branca europea della Justice League International, nel 1993 il personaggio riceve una nuova miniserie da quattro numeri, mentre nel 2005 sia la sua storia di debutto che la prima serie regolare del personaggio viene ristampata su Showcase Presents e, due anni dopo, Dan Jurgens realizza la serie in sei numeri Metamorpho: Year One, ripercorrendone le origini.
Nel 2009 Neil Gaiman e Mike Allred hanno realizzato una storia in dodici numeri incentrata sul personaggio per Wednesday Comics, mentre nel 2016 è diventato parte della serie antologica Legends of Tomorrow assieme a Firestorm, Sugar & Spike e i Metal Man.
Nel 2024, come parte dell’iniziativa DC All In, Metamorpho riceve una nuova serie regolare scritta da Al Ewing ed illustrata da Steve Lieber.

## Biografia del personaggio

### Origini
Nato a Metropolis, New York, Rex Mason è stato abbandonato dal padre in tenera età e cresciuto quindi dalla madre in un campo caravan all’insegna di gravi ristrettezze economiche; pur di riscattarsi dalla povertà ha dunque lavorato sodo per diventare un avventuriero ed archeologo di fama mondiale e scarsa moralità, fino ad attirare l’interesse di Simon Stagg, proprietario delle Stagg Enterprises che gli commissiona varie spedizioni fino ad assegnargli il compito di ritrovare la leggendaria “Sfera di Ra”, artefatto ricavato da un meteorite dal sacerdote Ahk-Ton e con lui sepolto nelle profondità di una piramide in Egitto. Tuttavia, dopo aver scoperto che Rex ha una storia d’amore con sua figlia Sapphire, Simon, morbosamente geloso, decide di farlo assassinare nel coro della spedizione dal suo assistente Java, che lo aggredisce, ruba la sfera e fugge rinchiudendolo nella cripta della piramide assieme al meteorite da cui l’artefatto è ricavato le cui radiazioni innescano una metamorfosi nelle cellule di Mason rendendolo un essere grottesco costituito da varie sostanze elementali.
Disperatamente desideroso di tornare alle sue sembianze normali, Rex contatta la Justice League per chiedere il loro aiuto, ed essi, pur non riuscendo a farlo tornare umano, gli offrono un posto tra le loro file che tuttavia egli rifiuta facendo ritorno da Stagg, il quale gli promette di cercare una cura ma al tempo stesso lo manipola per i suoi fini usando l’energia della sfera per ricattarlo dopo aver scoperto che la sua prossimità gli provoca un intenso dolore fisico. Sapphire tuttavia rimane al suo fianco nonostante il nuovo aspetto di Rex, il loro rapporto si fortifica ed essa lo convince a mettere i suoi poteri al servizio del bene assistendolo nelle sue avventure dopo che egli assume l’identità di Metamorpho, l’Uomo Elementale; identità con la quale affronta i Metal Men, collabora con Batman, Superman e Plastic Man scendendo relativamente a patti col suo aspetto.
Più tardi, investiganto le origini delle sue abilità, Mason scopre di essere solo una dei tanti “metamorphae”, creature elementali create dal Dio del Sole Ra per servirlo come guerrieri nella sua eterna battaglia contro il Dio del Caos Apep.
Metamorpho inizia nel frattempo a far squadra con Element Girl, ragazza espostasi volontariamente alla sfera e dotata di poteri analoghi ai suoi che si rivela suo spirito affine e lo aiuta a scagionarsi da un’accusa d’omicidio montata da un suo avversario ma i cui sentimenti nei confronti di Rex non vengono ricambiati a causa del suo amore per Sapphire e che perciò si suicida facendosi rimuovere i poteri da Ra con l’aiuto di Morte degli Eterni.

### Outsiders
Dopo che il collaboratore di Batman Lucius Fox viene rapito in Markovia dal Barone Bedlam, Metamorpho, recatovisi in cerca di una cura per la sua condizione presso la dottoressa Helga Jace, contribuisce a salvarlo e fonda successivamente un nuovo gruppo di supereroi: gli Outsiders. Nel corso di una missione in Mozombia, Metamorpho viene catturato e fatto a pezzi dal dittatore locale salvo poi venire salvato grazie alla spada di Katana e, durante il viaggio di ritorno, rimanere brevemente bloccato assieme al gruppo su un’isola deserta dopo un attacco aereo del Cattivo Samaritano.
In questo periodo Metamorpho viene separato forzatamente da Sapphire per volere di Simon Stagg, che per tenerlo lontano lo uccide servendosi della Sfera di Ra, sebbene venga in seguito prontamente rianimato dagli Outsiders e dalla dottoressa Jace esponendolo nuovamente alle radiazioni del meteorite dopo un viaggio nel tempo, cosa che tuttavia altera permanentemente le sue cellule rendendo vana la cura trovata per lui dalla Jace, nonostante ciò, Rex è prontamente consolato da Sapphire che, felice di non averlo perso per sempre, si ribella al padre chiedendo all’Uomo Elementale di sposarla. Dopo aver ottenuto anche la riluttante benedizione di Stagg salvandogli la vita, i due convolano dunque a giuste nozze e poco tempo dopo, tentano di avere un figlio sebbene, prima che Metamorpho possa completare l’esperimento per infondere DNA sano nelle sue cellule così da non mutare l’embrione, la Jace tradisce gli Outsiders alleandosi coi Manhunters e si sacrifica uccidendo Metamorpho che, tuttavia, a seguito degli eventi di Invasione! riesce a riformarsi e tornare in vita dopo che l’esplosione della gene-bomba dei Dominatori colpisce la sua biomassa.

### Justice League
Affetto da una temporanea amnesia dopo la sua ricostituzione, una volta recuperata la memoria tenta di ricongiungersi a sua moglie, scoprendo però che in sua assenza essa ha dato alla luce loro figlio, Joey, dotato di poteri corrosivi, ed è stata costretta dal padre a risposarsi con Java. Distrutto dal dolore, l’Uomo Elementale si unisce alla Justice League Europe e ha una breve relazione con la supereroina francese Crimson Fox, che tuttavia viene in seguito complicata prima dal ritorno dell’ex-marito supercriminale della donna e poi dal suo omicidio per mano di Maurice Puanteur.
Dopo aver scoperto che la sfera, fonte della sua metamorfosi, possa anche esserne la cura, preleva Joey, lasciato fino ad allora nella custodia di Stagg per la sua sicurezza, e lo porta in Egitto riuscendo a guarire il suo tocco corrosivo per poi riconciliarsi con Sapphire. In questo periodo Metamorpho ha inoltre una seconda trasformazione che gli conferisce una forma più rocciosa ma, in seguito, torna alle sue fattezze classiche e collabora con gli Outsiders in un altro paio di occasioni.

### Terza morte
Dopo che l’Hyperclan assaltano la base orbitante della Justice League, Metamorpho protegge Nuklon, Obsidian e Icemaiden avvolgendoli in una sfera piena di fluido e permettendogli così di rientrare nell'atmosfera terrestre al prezzo di diventare inerte e morire. Sepolto con lode solenne, l’eroe è stato successivamente resuscitato, prima temporaneamente grazie al desiderio espresso da suo figlio a un Id, e poi in via permanente da Sapphire Stagg con la “Sfera di Ra”.
Dopo aver brevemente fatto parte della nuova formazione della Doom Patrol Metamorpho si riunisce finalmente alla sua famiglia e, nel momento in cui un esperimento fallimentare di Stagg lo fonde a Sapphire e Joey dando vita a un mostro omicida, l’Uomo Elementare li riporta alla normalità con l’aiuto di Black Canary e le Birds of Prey.

### Shift
Contemporaneamente un secondo Metamorpho, identico a Rex ma privo di memoria, appare dal nulla e si unisce agli Outsiders finché l’originale non rivela trattarsi di un suo frammento separatosi dopo quanto accaduto con l’Hyperclan e divenuto senziente inizialmente intenzionato a riassorbirlo, dopo essersi reso conto che è diventato una persona a sé stante, Rex permette al suo doppio, che prende il nome di Shift ed inizia una relazione con Indigo, di continuare ad esistere separatamente da lui finché, a seguito degli eventi di Un anno dopo, questi gli chiede spontaneamente di essere riassimilato non riuscendo a coesistere col senso di colpa per aver provocato la morte di diverse persone.
Metamorpho torna quindi a militare tra gli Outsiders prendendo il posto del suo doppio, rimanendo coinvolto ed apparentemente ucciso assieme al resto del gruppo nell’esplosione di un satellite orchestrata da Talia al Ghul.

### New 52eRinascita
In seguito agli eventi di Flashpoint l'Universo DC viene completamente riscritto e rilanciato. Nella nuova realtà narrativa gli Outsiders sono sopravvissuti all’esplosione e Metamorpho viene preso in considerazione per il reclutamento nella nuova Justice League International inoltre si rivela essere in realtà un metaumano creato artificialmente dal governo degli Stati Uniti in risposta alla presenza di Superman. Tuttavia, dopo la nuova riscrittura della realtà avvenuta con Rinascita, le origini del personaggio tornano ad essere quelle tradizionali. con la sola differenza che suo padre, l’archeologo Montana Mason, è stato una figura presente nella sua vita e lo ha spinto a seguire le sue orme. Oltre ad aver militato a lungo negli Outsiders, entra a far parte dei Terrifics assieme a Mister Terrific e Plastic Man, coi quali esplora il Multiverso Oscuro liberando Phantom Girl dalla sua prigionia. In questo periodo riesce a trovare il modo di ripristinare la sua forma umana, ma sceglie successivamente di tornare a essere Metamorpho e diventa il capo della sicurezza delle Stagg Enterprises al fianco dell’amata Sapphire.

## Poteri e abilità

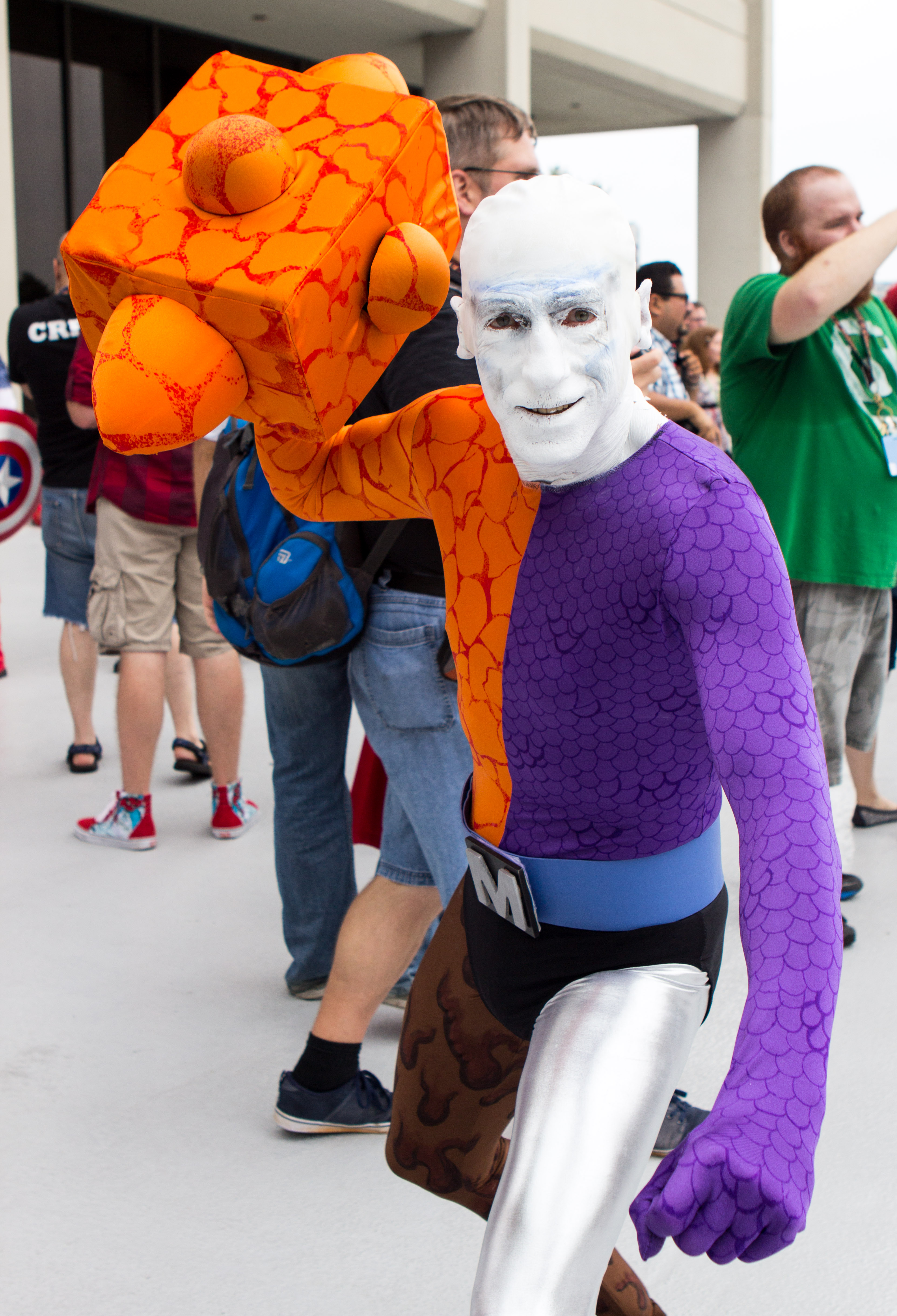
Cosplay di Metamortpho al Dragon Con 2013

Metamorpho può trasmutare il suo corpo in un'ampia varietà di composti elementari e formarli a proprio piacimento. Originariamente limitato agli elementi naturalmente presenti nel corpo umano, col tempo tale limitazione è scomparsa rendendolo capace di replicare qualsiasi materiale conosciuto. Può inoltre modificare il suo stato materiale – solido, liquido o gassoso - allungarsi, rimbalzare, estendersi e riformarsi come la gomma o la plastica. È inoltre è in grado di alterare la consistenza degli elementi chimici in cui si trasforma e combinarli in composti complessi, oltre a rimodellare parti del proprio corpo in armi da taglio, generare effetti esplosivi o rigenerarsi completamente, nonché di conferire al proprio corpo una tale resistenza da renderlo un'armatura naturale che lo protegge da danni sia contundenti che energetici.
Al di fuori dei suoi poteri elementali, Rex è oltretutto un abile detective ed un eccellente archeologo molto esperto nel combattimento corpo a corpo.

## Altre versioni

### DC: La nuova frontiera
Nella realtà narrativa di DC: La nuova frontiera Metamorpho ha un breve cameo come membro della Justice League.

### The Nail
In JLA: The Nail Jimmy Olsen costringe Metamorpho a fare propaganda anti-metaumana minacciando di uccidere la sua famiglia, obbligandolo a uccidere il Pensatore ed assaltare la LexCorp, venendo fermato da J'onn J'onzz e ucciso a distanza dal condizionamento mentale di Olsen.

### Justice
Nell’universo di Justice Metamorpho è un membro della Justice League.

## Altri media

### Cinema

Rex Mason / Metamorpho interpretato da Anthony Carrigan in Superman (2025)

- Metamorpho ha un cameo nel film d'animazione Justice League: The New Frontier.
- Una versione malvagia del personaggio, chiamata Megamorpho, fa un’apparizione non parlata in Justice League - La crisi dei due mondi, dove è parte del Sindacato del Crimine.
- Metamorpho fa un cameo non parlato in Teen Titans Go! - Il film.[74]
- Metamorpho ha un cameo in Justice League - Crisi sulle Terre infinite.[75]
- Nel franchise del DC Universe (DCU) Metamorpho, interpretato da Anthony Carrigan[76] con la voce italiana di Riccardo Scarafoni, compare in Superman (2025), dove viene tenuto prigioniero da Lex Luthor assieme a Superman per sintetizzare la kryptonite ma, in seguito, si allea col protagonista per evadere salvando il figlio Joey ed aiuta la Justice Gang a fermare l'invasione del Jarhanpur, venendo poi accolto tra le loro file.

### Televisione
- Negli anni '60 la Filmation ha realizzato l’episodio pilota di una serie d’animazione su Metamorpho, i cui piani di sviluppo sono tuttavia stati cancellati.[77]
- Nella serie animata DCAU Justice League Metamorpho, doppiato da Tom Sizemore[74] con la voce italiana di Ivo De Palma, è un vecchio amico di John Stewart ed ex-Marine esposto a un mutageno dal suo capo Simon Stagg poiché geloso della relazione tra lui e la figlia, trasformandolo in un uomo elementale e aizzandolo contro la Justice League, sebbene poi comprenda di essere stato manipolato e li aiuti a sconfiggere Stagg, mutatosi a sua volta. Il personaggio fa poi diverse altre apparizioni mute in Justice League Unlimited.[74]
- In Batman: The Brave and the Bold Metamorpho, doppiato da Scott Menville,[74] è un supereroe adolescente leader degli Outsiders.
- Il personaggio compare nella serie Beware the Batman, doppiato da Adam Baldwin,[74] dove è uno dei membri fondatori degli Outsiders e i suoi poteri sono la conseguenza dell’esposizione a un mutageno.
- Metamorpho compare in Young Justice, doppiato da Fred Tatasciore;[74] in tale versione è un mebro della Batman Inc. e i suoi poteri gli provocano attacchi di dolore costanti con cui ha tuttavia imparato a coesistere.

### Videogiochi
- Metamorpho è un personaggio evocabile in Scribblenauts Unmasked: A DC Comics Adventure.[78]

### Varie
- Metamorpho è protagonista dell'LP di Power Records "Metamorpho — The Element Man — Fumo, The Fire Giant".
- Il personaggio appare nel numero 31 dello spin-off a fumetti di Justice League Unlimited.[79]
- Nell'undicesima stagione a fumetti di Smallville, Metamorpho ha un breve cameo come membro degli Outsiders.[80]
- Nel prequel a fumetti di Injustice: Gods Among Us Metamorpho è un consigliere del Regime nonché direttore di un carcere sottomarino che viene assassinato da Deathstroke.[81]
- Il personaggio fa un'apparizione muta nella webserie DC Super Hero Girls.
- Metamorpho compare nel prequel a fumetti di Batman: Arkham Knight come soggetto sperimentale del "Progetto Meta" delle  Stagg Enterprises, volto a trasformare in arma un campione del corpo di Clayface, ma viene distrutto da Batman.